# Chondracanthus (alga)
Chondracanthus es un género de algas talosas que comprende cerca de dieciocho especies. Los talos toman una forma crustácea. El mesófilo se reproduce por medio de conceptáclos multiesporados, produce tetraesporas, carposporas y diesporas.

## Especies
- C. acicularis
- C. bajacalifornicus
- C. canaliculatus
- C. chamissoi
- C. chapmanii
- C. chauvinii
- C. corymbiferus
- C. elegans
- C. exasperatus
- C. glomeratus
- C. harveyanus
- C. intermedius
- C. johnstonii
- C. kjeldsenii
- C. saundersii
- C. serratus
- C. spinosus
- C. squarrulosus
- C. teedei
- C. tenellus
- C. tepidus